# Monkey Magic (serie de televisión japonesa)

Este artículo trata sobre la serie de televisión de los noventa. Para la serie de TV de acción en vivo, vea Monkey (serie de TV) .

Monkey Magic (モ ン キ ー マ ジ ッ ク) fue una serie de televisión que se emitió a finales de la década de 1990. La historia es una adaptación de la novela Journey to the West del siglo XVI. Para evitar implicaciones religiosas, el Buda fue nombrado "El Guardián". Sunsoft produjo un videojuego de PlayStation basado en el anime . Se emitió en Japón en 2000, pero luego se emitió en los EE. UU. Por UPN .

## Personajes

### Personajes principales
Kongo ( Sun Wukong o Goku)
Kongo protagoniza el personaje principal de la serie de anime japonesa Monkey Magic. En la serie, Kongo es retratado como un mono impetuoso pero ambicioso, que busca obtener poderes divinos para convertirse en el guerrero más fuerte que existe. Aunque es un mono, Kongo es bastante extraordinario, posee una cabeza dura como una piedra y muestra una fuerza física notable. Después de aprender las artes místicas de las deidades celestiales, Kongo puede adquirir habilidades sobrenaturales, convirtiéndose en uno de los personajes más fuertes de la serie. Estas habilidades variaban desde ser capaz de convocar una nube de chorro, que corresponde a su voluntad de movimiento, cambiar la forma de su cuerpo en diferentes formas y ser capaz de multiplicarse a sí mismo soplando algunos mechones de cabello. Más adelante en la serie, Kongo alcanza la longevidad después de comer 100 perlas de vida,
Similar a la novela, Kongo nació de un meteoro bastante grande que había caído de los cielos y se había estrellado en Flower Fruit Mountain. De este meteoro, Kongo fue liberado como un pequeño mono. Esto asombró a los otros monos que inicialmente no aceptaron a Kongo en su tribu, hasta que Kongo pudo expulsar al rey mono anterior, ganándose el respeto y la lealtad de los monos como su nuevo líder.
Al haber nacido del meteoro y poseer una cabeza tan dura como una piedra, Kongo recibe inicialmente el sobrenombre de "Mono de piedra". Como Rey Mono, Kongo lidera a su banda contra los aldeanos humanos debajo de la montaña para defender su hogar. Después de enterarse de las acciones de Kongo hacia los aldeanos, el Emperador de Jade de los Cielos Celestiales envía a un joven llamado Nata (Nehza) a la tierra para batirse en duelo contra Kongo. Tras enfrentarse a Nata en duelo, Kongo pronto se da cuenta de que no es rival para la fuerza de lucha de Nata, en la que yace en el polvo avergonzado y derrotado. A partir de entonces, Kongo promete volverse más fuerte y alcanzar un poder majestuoso al igual que Nata, en el que emprende un largo viaje. En su viaje, Kongo finalmente se encuentra con un maestro celestial, Subodye, que dirige un monasterio en la cima de una gran montaña. donde se ofrece a formar a Kongo como uno de sus discípulos. Después de aprender y luego dominar las técnicas místicas de clonación e invocación de nubes de chorro, Kongo completa su entrenamiento con Subodye y regresa a Flower Fruit Mountain, usando sus nuevas habilidades para proteger su hogar contra los aldeanos. Perturbado por las nuevas habilidades de Kongo y la violencia hacia los aldeanos, el Emperador de Jade ordena que las naves celestiales de élite de Nata y Dupac sometan a Kongo. Sin embargo, esta tarea resulta inútil, ya que Kongo es capaz de derrotar a las fuerzas de Nata y Dupac con tácticas inteligentes.
Después de aceptar un armisticio, Kongo es invitado a los Cielos Celestiales por el Emperador de Jade, donde se le asigna el puesto de supervisor de los establos imperiales, un trabajo que Kongo al principio cree que es uno de los puestos más importantes en los Cielos Celestiales. Sin embargo, después de descubrir que esta posición es el trabajo más bajo en los cielos, inferior incluso a un sirviente, Kongo busca venganza y causa estragos en los cielos, lo que finalmente lo lleva a competir con Refang junto con todas las fuerzas celestiales. Después de demostrar que es formidable e indestructible después de obtener una mayor longevidad y un arma inmejorable, la Celestial Power Rod, Kongo es capaz de derrotar a todas las fuerzas del Cielo Celestial, tomando como rehén al Emperador de Jade. Sin embargo, después de que el Guardián llega y derrota a Kongo en un concurso de fuerza, Kongo pronto es desterrado a la tierra por el Guardián, quien lo encarcela dentro de una montaña durante 500 años. Después de estar confinado durante 500 años, Kongo finalmente es liberado por Sanzo y acepta ayudar a este último en su viaje hacia el oeste, sirviendo como su discípulo y guardaespaldas.
Sanzoh ( Sanzo )
Sanzoh es la encarnación del sacerdote Tang conocido como Sanzang. Sanzo aparecería por primera vez en el episodio 11 en un flashback. Durante el pasado de Sanzoh, impondría la ley budistaformas en gran medida. Durante un momento en sus años de adulto mayor, se veía a Sanzoh dando incluso la ropa que había estado usando actualmente a los niños pequeños sin hogar. Luego, varios guardias habían intentado arrestar a Sanzoh; pronto sería presentado ante el rey de China. Después de que el rey pronto vio a través de Sanzo y se dio cuenta de su virtud y compasión internas, Sanzoh se convirtió en un oficial de alto rango. Con la ayuda de Sanzoh, el país del rey se convirtió en un lugar de algo grande. Después de muchos años pasando rápidamente y Sanzo ve un gran canario estacionado afuera de su ventana encaramado en un techo vecino, Sanzo se da cuenta de que esto es un presagio (originalmente su maestro le dijo que un canario posado ante él tenía que ver con su destino futuro ) - un presagio que le decía que le aguardaba un gran viaje.
Cuando Sanzoh se enfrenta a Lady Blossom y luego se le dice que viaje hacia el oeste para recuperar las escrituras sagradas en Vulture Peak, Sanzoh se despide con tristeza de su compañero rey y luego se marcha. Durante su viaje, Sanzoh se enfrentaría a un bandido que prometió llevarlo a través de la ladera de la montaña. Muy pronto, Sanzoh vería de repente una gran mano de piedra ante sus ojos y se daría cuenta de que un pequeño mono estaba pidiendo su ayuda debajo de ella. Poco después de que Kongo le promete a Sanzoh que lo protegerá con su vida durante su viaje, Sanzoh recita un mantra budista que abre la gran piedra sobre Kongo. Una vez que Kongo es efectivamente liberado, tanto Sanzoh como su nuevo aliado emprenden su viaje hacia el oeste. Después de que Sanzoh continuó su viaje, al principio se enfrenta a un grupo de seis bandidos. Cuando Kongo infunde miedo en los corazones de los bandidos, todos huyen para salvar sus vidas; esta sería la primera vez en la que Sanzo albergaría malos sentimientos hacia el comportamiento de Kongo. Muy pronto, Sanzoh recibiría la diadema con bandas doradas de Lady Blossom; se pondría en Kongo para controlarlo. Después de este punto, Sanzoh terminaría encontrando un pueblo vecino para quedarse. Cuando Kongo estuvo con él durante el siguiente banquete, Sanzoh se convenció de que esta diadema con bandas doradas era la "nueva moda". Por lo tanto, Kongo es fácilmente engañado para que use esta diadema. Sanzoh volvería a estar a la altura de la ocasión cuando Kongo intenta atacar a la pequeña niña por segunda vez: Sanzo recita su hechizo vinculante que mantiene a Kongo en su lugar.
Runlay ( Caballo Dragón Blanco )
Runlay es un espíritu de dragón que sirve como personaje principal en la serie que acompaña a Kongo y Sanzoh en su viaje hacia el oeste. Ella es la hija de un rey dragón y posee grandes habilidades sobrenaturales para disfrazar su apariencia y conjurar tormentas mediante el uso de su globo de dragón, un orbe mágico que sirve como fuente de su magia. Runlay aparece por primera vez en el episodio 12 como un sirviente de Slim Lord, un ser demoníaco que obliga a Runlay a secuestrar a Sanzo y hacer que lo lleve a su guarida para que se convierta en una comida. Antes de convertirse en esclava de Slim lord, Runlay vivía pacíficamente en un pantano, usando sus poderes para atormentar a las aldeas provocando inundaciones y tormentas terribles. Eventualmente, Runlay fue castigada por el Guardián por su crueldad y fue desterrada a una montaña. En la montaña, su globo de dragón fue robado por el Señor del limo y Runlay se vio obligado a ser su esclavo. Runlay finalmente se libera de la esclavitud del Slime Lord después de que Kongo logra recuperar su globo de dragón, lo que le permite a Runlay derrotar al Slime Lord en un duelo. Posteriormente, Runlay se une a Sanzo y Kongo en su viaje hacia el oeste, sirviendo a Sanzo como su corcel de confianza.

### Personajes subordinados
Maestro Subodye ( Subhuti )
El maestro de Kongo al principio de la serie. "The Master" se muestra por primera vez en el episodio 2, donde había estado jugando a gocon otro de sus amigos. Había señalado su monasterio en la cima de una montaña para que Kongo fuera, en el que el maestro no le dijo a Kongo que había sido el maestro celestial que estaba buscando durante muchos meses. Después de que Kongo se convierte en uno de sus estudiantes de su monasterio, el Maestro le dice a Kongo que debe ocuparse de muchas tareas, como fregar y limpiar los pasillos del monasterio con regularidad, además de cuidar la ropa y la comida con regularidad. El maestro también había recitado alguna vez unas palabras que le permitieron crear muchos clones de sí mismo para sorpresa de sus discípulos, lo que explicaba cómo había completado tantas tareas en tan poco tiempo. Kongo es el único que logró recordar lo que dijo el Maestro, en el que el maestro premia a Kongo con un traje legendario. Después de esto, cuando sus discípulos no están mirando (generalmente de noche),
Domina los entrenamientos diarios memorizando los 1.000 sutras, en los que se forma una gran nube de chorro debajo de él cuando dice los 1.000. Kongo más tarde se las arregla para convertirse en una mosca y robar el pergamino del Maestro que había estado escondido detrás de su oreja. Para sorpresa de la Maestra al espiar el entrenamiento de Kongo con el pergamino, Kongo pudo recitar los 1,000 sutras en una sola noche. La prueba final que Master le da a Kongo (sin embargo, no planeada) es un duelo en el cielo. El Maestro principalmente está intentando probar la unidad de Kongo con su nube de chorro. Sin embargo, después de un tiempo, y el Maestro terminó siendo engañado por Kongo, en el que chocó de frente contra un peñasco de la montaña, se despide de su alumno. Master nunca volvería a ser visto durante todo el anime, en el que le señaló a Kongo antes de irse.
Fanya
Fanya nunca había aparecido dentro de la novela, en lo que se debe a que se supone que es la supuesta amante de Kongo. Fanya tiene una actitud bastante maternal, en la que parece muy amable y actúa regularmente como la madre cariñosa de todos los demás monos de la serie. Fanya había estado junto con Kongo desde que eran niños monos y promete estar a su lado incluso hasta el día de hoy. Cuando Kongo es derrotado más tarde por el Príncipe Nata, Fanya intenta evitar que Kongo abandone Flower Fruit Mountain, en lo que Kongo le dice que se irá durante unos 100 días, lo que hace que Fanya se llene de tristeza. Después de que los monos de Flower Fruit Mountain más tarde se vean obligados a luchar contra los barcos celestiales de Dupac, Fanya juega el papel central en poner a todos los niños en un área segura para evitar daños. Después de que Dupac es derrotado y Fujin viene a invitar a Kongo al cielo más tarde, Fanya es muy persistente en ir con él para quedarse al lado de Kongo. Durante el Arco del Cielo, cuando Kongo es nombrado Protector de los Caballos, como en la novela, Fanya escucha a dos oficiales celestiales que viajan en un bote reírse de cómo Kongo realmente cree que su posición está en un alto nivel, en el que en realidad es el más bajo. Fanya es bastante reacia a contarle esto a Kongo, y nunca se lo dice personalmente a Kongo. Mientras está en el cielo, Fanya también es la primera en comer un melocotón celestial de un patio sagrado de melocotonero. Kongo luego le dice a Fanya que vivirá más de 3000 años ahora que lo ha comido, lo que hace que Fanya se enoje un poco con Kongo por robar y el hecho de que no quiere vivir tanto tiempo. Siguiendo el arco del cielo,
Wowser
Un personaje supuestamente menor dentro de Monkey Magic. Wowser había sido el rey original de Flower Fruit Mountain, en la que es derrocado más tarde, o más o menos cedió su puesto al nuevo rey, Kongo. Wowser hace otra aparición dentro del anime cuando luchó continuamente contra los aldeanos debajo de Flower Fruit Mountain y contra la flota celestial de Dupac. Wowser, junto con otro mono al azar, un mono mayor, Fanya y Wukong se dirigen al cielo gracias a la invitación de Fujin. Mientras está en el cielo, Wowser parece disfrutar de la moda celestial, en la que compra una camisa hawaiana y gafas de sol (¿por qué estaría eso en el cielo?). También se había visto a Wowser montando un caballo celestial después de que Kongo se convirtiera en el Protector de los establos. Por lo tanto, parece que Wowser literalmente sigue a los demás por todas partes dentro del cielo, y comparte sus alegrías. Después del Peach Pandemonium más tarde, Wowser juega un papel central en el lanzamiento continuo de varias armas al Kongo desarmado cuando había estado luchando contra el enfurecido Refang.
Redchimp
Un mono más o menos aleatorio que se ve con Kongo a lo largo de los episodios anteriores en Flower Fruit Mountain. Este mono tiene un aspecto vagamente diferente del mono ordinario, además de un taparrabos exiguo o algo así. Sin embargo, este mono posee notablemente el coeficiente intelectual más bajo y siempre es bastante imprudente. Este mono había convencido originalmente a Kongo de irse a los cielos celestiales después de recibir una invitación de Fujin. Después del arco de Celestial Heavens, este mono no se muestra nuevamente.
Sargento
Un mono de apoyo menor dentro de esta serie de anime. Sarge hace su primera aparición en el primer episodio cuando parece que es el cuidador de Fanya, un joven mono que es el posterior amante de Kongo. Debido a la vejez de este mono, ocasionalmente se le ve caminando con su bastón para apoyarse. Sarge no parece sobresalir de los otros tres monos principales que siguen a Kongo y Fanya, aparte del hecho de que siempre parece favorecer menos conflictos y puede ser visto como más sabio que cualquiera de los demás.
Los 3 discípulos
Estos tres eran personajes bastante menores que habían servido bajo el "maestro sin nombre" en el que Kongo también había servido para aprender sus majestuosos caminos. Sin embargo, a diferencia de Kongo, estos tres discípulos distintos nunca aprenden las habilidades del maestro, lo que se debe a su ineptitud. Estos tres se muestran por primera vez en el episodio 2 cuando Kongo puso un pie por primera vez en su monasterio. Los tres discípulos han luchado personalmente contra Kongo en un intento de demostrar que no era digno. Cuando Kongo es aceptado más tarde, estos tres se ven principalmente acosando a Kongo por necesidades diversas, como fregar el pasillo, comida, agua y otras necesidades. Sin embargo, esto se debe principalmente al hecho de que saben que el maestro ha estado favoreciendo a Kongo sobre personas como ellos. Después de que el maestro realiza una habilidad de manipulación de clones corporales, pronuncia dos palabras. Después de que Kongo cree haberlo descubierto, y estos tres discípulos lo espían, hacen lo que oyen. Sin embargo, lo hicieron mal, haciéndolos monstruos en apariencia. Sin embargo, antes de que Kongo se vaya, parecen haber alcanzado cierto nivel de respeto hacia él, pero parecen estar todavía en el lado arrogante.

### Miembros de los cielos celestiales
El Emperador de Jade ( Emperador de Jade )
La figura de jaden sobre los cielos celestiales. El Emperador de Jade es un hombre bastante anciano que siempre parece sentarse en lo alto de su trono, que está sostenido por una gran estatua de dragón dorado. En general, el Emperador de Jade es visto como un pacifista a su manera, lo cual es una razón menor de por qué nunca se le ve físicamente realizando una tarea específica; También parece ser rápido en perdonar a los demás, como se vio cuando Kongo no se inclinó ante él cuando ambos se conocieron. Sin embargo, el Emperador de Jade es quien permitió muchas acciones, como el asalto de Dupac a Kongo. El emperador se muestra verdaderamente por primera vez cuando Kongo fue enviado antes que él. En este momento, el Emperador de Jade le había otorgado a Kongo el título de Protector de los Establos Imperiales, del cual Kongo se enorgullece. Después de que Kongo se va, el Emperador de Jade y los otros funcionarios importantes fueron vistos riendo juntos. Cuando Kongo causa más caos en el Cielo, el Emperador de Jade termina teniendo que defender incluso su propia vida. Mientras está retenido como rehén por el desenfrenado Kongo, el Emperador de Jade ruega que no lo maten. Debido a la ayuda de The Guardian, los cielos celestiales regresan a su prosperidad original como antes del ataque de Kongo. Por lo tanto, el Emperador de Jade se sienta en la cima de su trono una vez más en paz.
La Emperatriz Viuda ( Reina Madre de Occidente )
La reina del Cielo Celestial y la esposa del Emperador de Jade. Se celebró una fiesta anual de melocotones en su honor a la que asistieron todos los personajes importantes de todo el Cielo Celestial. Los melocotones servidos en su fiesta pueden extender la vida útil de sus consumidores a 3000 años.
Fujin ( Taibai Jinxing )
Un oficial de alto rango de los Cielos Celestiales. Fujin actúa como el mensajero principal del Emperador de Jade, como en la novela. Fujin se muestra por primera vez en el anime cuando le sugirió al Emperador de Jade que debería invitar a Kongo al cielo después de causar estragos en la tierra, en el que se le asignará un puesto de bajo rango con la esperanza de que su naturaleza alterna esté en reposo. El Emperador de Jade da su consentimiento, en el que Fujin se dirige a la Montaña de la Fruta de las Flores a través de un gran barco celestial, y llama para invitar a Kongo al cielo. Kongo finalmente acepta, en lo que Fujin con mucho gusto lleva a Kongo de regreso al cielo. Más tarde, Kongo ataca físicamente a Fujin durante la fiesta del melocotón después de que finalmente se entera de que su puesto de Supervisor del Establo Imperial era el más bajo de los trabajos en todo el Cielo Celestial. Sin embargo, Fujin rápidamente se acobarda ante el poderoso Refang, quien luego lucha contra Kongo. Refang regaña a Fujin después por su continuo engaño.
Príncipe Nata ( Nehza )
Un oficial de alto rango dentro de los Cielos Celestiales. Nata es una niña bastante pequeña y viaja sobre una alfombra como una nube de chorros. Es el hijo del General Celestial del Sur, y es un guerrero con habilidades que rivalizan con las de Refang, el guerrero más fuerte de los Cielos Celestiales. Siendo hijo de un general celestial, Nata nació con una fuerza increíble. Un testimonio de este hecho se dice cuando Nata se batió en duelo y derrotó a un gran Rey Dragón a una edad muy temprana, y le arrancó su larga columna para mantenerlo como su tesoro y su nueva arma. Debido a este hecho, Nata, incluso cuando era un niño pequeño, es temido por su extraordinaria destreza. En la serie, Nata es retratada como una guerrera temeraria pero benevolente, guiado por un alto sentido del honor y el deber debido al hecho de que una vez fue castigado por el Guardián por lo que le hizo al Rey Dragón, pero fue perdonado y luego elegido para servir a los Cielos Celestiales como un oficial de alto rango. Por esta razón, Nata está muy dedicado a su deber y a menudo se le ve entrenando junto con Refang para perfeccionar sus habilidades. Nata hace su primera aparición en el anime cuando sugirió ir a la tierra para castigar a Kongo después de haber estado aterrorizando regularmente a los que él cree que son aldeanos inocentes. El Emperador de Jade da su consentimiento, en el que Nata aparece ante cada mono y Kongo. Nata rápidamente avergüenza a Kongo al derrotarlo fácilmente sin transformar efectivamente su arma estándar (una habilidad utilizada por los guerreros de alto rango en el cielo, como Refang). Es enviado para tratar con Kongo nuevamente más tarde, pero para entonces Kongo ha ganado poderes sobrenaturales, lo que obliga a Nata a recurrir a sus armas especiales. Le hace poco bien, con Kongo destruyéndolos uno tras otro mientras se vuelve más y más fuerte él mismo. Después de esto, se ve a Nata mirando a Kongo cuando llega por primera vez al Cielo Celestial. Después de que el intento de Kongo de conquistar los cielos celestiales falla después de ser sometido por el guardián, Nata continúa vigilando los cielos celestiales.
Lao Tse
El alquimista real y científico superior del Cielo Celestial, y es considerado la persona más inteligente allí. Lao Tse se muestra por primera vez en el episodio 7, presente con los otros funcionarios celestiales cuando Kongo es llevado ante el Emperador de Jade. Al igual que ellos, se le puede ver ofendido con el saludo algo grosero de Kongo al Emperador de Jade y se ríe de la travesura de Redchimp. Cuando Kongo y compañía. explora el cielo celestial, descubrieron su laboratorio y lo presenciaron a él y a su personal produciendo perlas de longevidad que permiten a sus consumidores vivir hasta 10 000 años para ser servidas en la fiesta anual de duraznos de la emperatriz viuda. Impresionado, Kongo asume su apariencia y consume todas las perlas sin pensar, lo que sorprende enormemente a todo el personal del laboratorio. Debido al efecto secundario del consumo excesivo de las perlas, Kongo '
Lao Tse le cuenta a Refang lo que ha hecho Kongo después de escapar para la batalla. Desde que Kongo se ha comido las 100 perlas de longevidad, ha alargado su vida útil a 1 millón de años, haciéndolo imposible de matar. Para aniquilar a Kongo por completo, sugiere que Kongo sea quemado en un horno que alberga la Vara de Poder que genera el poder de todo el Cielo Celestial. Este plan fracasa cuando Kongo rompe con éxito la Vara y la usa como su arma definitiva. Él, Refang y Fujin tienen que huir para salvar sus vidas mientras Kongo demuele el horno.
Dopuck ( Li Jing )
Un oficial de alto rango dentro de los Cielos Celestiales. Dupac se muestra por primera vez dentro de Monkey Magic cuando sugirió que debería ir a la tierra y castigar al ahora más poderoso Kongo. Kongo en ese momento se había preparado para lo peor construyendo muchas fortalezas y entrenando regularmente a sus monos en el arte del combate. Después de que el Emperador de Jade accedió, Dopuck lideró una gran flota celestial de alrededor de 100 barcos para destruir completamente Kongo. En estos barcos, se pueden disparar balas de cañón bastante grandes desde cada uno de sus lados. Una gran cabeza de dragón dorado es visible en el frente, y las paletas que giran continuamente en el costado del barco mantienen a estas flotas en una posición flotante estable en el cielo. Después de que Dopuck destruye muchos de los fuertes de Kongo, y es ahora a la hora de la noche, Dopuck ve el intento de muchos monos de escapar a través de un pequeño camino de montaña estrecho. en el que cada mono sostiene una antorcha. Dopuck personalmente se acerca tontamente a estos monos, en los que todos desaparecen repentinamente y muchas rocas grandes caen desde la parte superior de la montaña que bombardean algunos de los barcos de Dopuck. Él, que en este momento está exhausto y temeroso, se retira al cielo.
Refang ( Erlang Shen )
Un oficial de alto rango dentro de los Cielos Celestiales. Refang es un hombre de alrededor de 20 años y está clasificado como uno de los más altos ejecutores bajo los Cielos Celestiales. En el anime, Refang se muestra como un guerrero de gran habilidad y es reconocido como el guerrero más fuerte entre los Generales Celestiales. Refang comparte una rivalidad amistosa con el príncipe Nata, y ocasionalmente pelea con este último para perfeccionar sus habilidades.
Después de que la serie de fechorías de Kongo resultan más amenazadoras incluso para los cielos celestiales, el propio Refang se ve obligado a tratar personalmente con Kongo. Aunque las habilidades de Refang son capaces de superar a Kongo, este último pronto gana ventaja y es capaz de derrotar al primero después de empuñar la inmejorable barra de poder. Después de que el Guardián puede someter a Kongo, Refang continúa vigilando los Cielos Celestiales.
Milesight y Sonicmate
Estos dos personajes sirven como oficiales subordinados bajo el Emperador de Jade de los Cielos Celestiales. Milesight, por supuesto, puede ver bastante lejos, con gafas extragrandes sobre los ojos. Sonicmate como orejas muy grandes pero con rendijas en lugar de ojos, en los que, por supuesto, puede oír a grandes distancias. En general, estos dos no hacen una aparición tremendamente grande dentro del anime, pero habían sido responsables de decirle al Emperador de Jade de la llegada de Kongo a la tierra. Estos dos individuos también habían estado espiando la segunda pelea de Kongo contra el Príncipe Nata dentro de las áreas montañosas. En general, estos dos se ven en momentos en los que el Emperador de Jade necesita más información; sin embargo, este no es un rasgo predominante suyo.

### Miembros del inframundo
Chalado
Un pequeño murciélago de alineación malvada que sirve bajo el líder del cliché de nombre, Dearth Voyd. Batty se muestra por primera vez en el episodio 1 cuando Dearth Voyd le había dicho a Batty que espiara al Kongo recién nacido que acababa de caer de los cielos. Dearth Voyd ve rápidamente una emisión potencial de Kongo, que es la verdadera razón. Después de que Batty ve a Kongo siendo tratado mal por el otro mono superior, Batty le dice a Kongo que no se les debe permitir empujarlo de esa manera. Cuando Kongo se convierte en adulto y es el nuevo Rey de Flower Fruit Mountain, se ve ocasionalmente a Batty acosando a Kongo para firmar un contrato con Dearth Voyd para unirse a su tripulación. Kongo estrangula continuamente a Batty y lo tira debido a esto. Cuando las tropas de Dupac atacaron Kongo, y Kongo perdió muchos monos, junto con fuertes, Kongo comenzó a pensar realmente en unirse a Dearth Voyd para obtener apoyo. Fanya rápidamente golpea al desafortunado Batty y cambia de opinión a Kongo. Sin embargo, después de muchos esfuerzos, Batty está decidido a lograr la asociación de Kongo. Sin embargo, esta determinación se rompe después de que Kongo emprende su viaje con Sanzoh, en el que Dearth Voyd se había deshecho por completo de sus planes anteriores, pero ahora estaba decidido a destruirlo.
Dearth Voyd
El supuesto enemigo principal de la serie Monkey Magic. Dearth Voyd está presente en el área del inframundo, en la que reside dentro de un gran castillo como un área con un sol giratorio como una espada detrás. Sin embargo, Dearth Voyd no se ve en su cuerpo físico, sino que una imagen similar a un holograma está presente frente a sus secuaces. Durante el comienzo de la serie, dice que quiere que "todas las enseñanzas del Guardián se pierdan para siempre", que parece que Dearth Voyd le guarda rencor. Después de hablar de eso, ve a Kongo llegar a Flower Fruit Mountain y ve una emisión potencial de él. Debido a esto, Dearth Voyd envía a Batty a hostigar continuamente a Kongo para que se una a sus "fuerzas oscuras". Después de que Kongo es muy reacio a no unirse a Dearth Voyd y ha comenzado un nuevo viaje con Sanzoh, Voyd se siente bastante incómodo. Al final de la serie, Dearth Voyd señaló que él mismo sacará a Kongo, en el que finalmente se lo verá físicamente por primera vez. Desafortunadamente, sin embargo, esto nunca se vería sucediendo porque la serie dejó de transmitirse después del episodio 13.
Al igual que el Guardián interpreta el papel de Dios en la serie, Dearth Voyd es similar al Diablo, dado su deseo de destruir las enseñanzas del Guardián y su profundo odio hacia todo lo bueno.
Señor del limo
El primer enemigo verdadero que apareció en el viaje entre Sanzo y Kongo a los cielos occidentales. Slime Lord es un gran chef como la anguila que disfruta siendo el cocinero # 1 bajo Dearth Voyd. Slime Lord aparece por primera vez en el episodio 12 de la serie, como gobernante de una montaña y maestro de Runlay, un espíritu dragón que Slime Lord ordena secuestrar a Sanzoh y llevarlo a su guarida para que se convierta en una comida. Muy pronto, Kongo desafía a Slime Lord por la custodia de Sanzoh, quien demuestra ser un astuto adversario para Slime Lord, pero se da cuenta de que sus ataques físicos no tienen ningún efecto en Slime Lord debido a que el cuerpo de este último es de una sustancia gomosa como un limo. Antes de que Slime Lord tenga la oportunidad de destruir Kongo, Runlay desafía a Slime Lord. Después de que Kongo logra recuperar la piedra del dragón de Runlay, el joven dragón es capaz de derrotar al Señor del limo con verdadera facilidad. Después de su derrota, Slime Lord sería visto como una pequeña anguila (lo suficientemente pequeña como para caber en un pequeño saco). A través de las órdenes de Sanzoh, Kongo libera al ahora pequeño Slime Lord en un estanque vecino y luego continúa su larguísimo viaje hacia el oeste.

### Deidades
El guardián (el Buda)
Traduciendo literalmente como Lord Buddha. "El Guardián" está destinado a ser el legendario más poderoso de todos los budas: el buda Tathagata. Tathagata hace su primera aparición en este anime durante el episodio 10, donde se le pide que someta a Kongo. Tathagata, sin embargo, parece tener una apariencia bastante extraña dentro de este anime, que se debe a que es completamente del color del arco iris que irradia de su cuerpo. El Guardián es efectivamente convocado por Lady Blossom después de que Kongo incluso hubiera llegado al punto de mantener como rehén al Emperador de Jade. Cuando The Guardian aparece ante Kongo, experimenta con sus habilidades: The Guardian verá si Kongo puede escapar de la palma de su mano; si Kongo tiene éxito (en lo que es imposible), The Guardian le otorgará a Kongo el título de Emperador de Jade. Después de que Kongo se asombra por su fracaso, El Guardián destierra a Kongo a la tierra con una gran mano de piedra sellada sobre él. The Guardian no se volvería a mostrar físicamente después de este punto.
El papel del Guardián es similar al Dios en el universo Monkey Magic, y aparentemente posee los atributos de omnipotencia, omnipresencia, omnisciente y omnibenevolencia. Lady Blossom le dijo una vez a Kongo que él es el gobernante de todo el universo.
Lady Blossom ( Guanyin )
Lady Blossom es la encarnación del Bodhisattva Guanyin, una entidad importante durante su viaje. Después de que Kongo efectivamente arruina los Cielos Celestiales y retiene al Emperador de Jade como rehén, Lady Blossom aparece inmediatamente en su verdadera forma y convoca a The Guardian de su letargo para someter a Kongo. Después de que Kongo fue sometido durante un período de 50 décadas, Lady Blossom apareció regularmente ante Kongo en momentos aleatorios como un canario para alimentar a Kongo y brindarle información; Kongo nunca se dio cuenta de que esta ave era realmente Lady Blossom. . Muy pronto, Lady Blossom contacta a Sanzo en su forma canaria e indirectamente le cuenta sobre su futuro viaje. Después de que Kongo es liberado y el viaje hacia el oeste comienza con Sanzo y Kongo, Lady Blossom aparece al azar ante cualquiera de ellos y les da una idea;

## Objetos / artículos en Monkey Magic
Jet Cloud
La herramienta principal utilizada por muchos de los seres celestiales superiores dentro de Monkey Magic. La nube de chorro hizo su primera aparición al final del episodio 2 cuando Kongo había estado espiando a su maestro mientras entrenaba. Sin embargo, es extremadamente difícil poder convocar a la nube de chorro. Esto se debe a que debes ser capaz de recordar y recitar 1000 sutras prescritos que se encuentran dentro de un rollo sagrado. Después de que Kongo alcanza su propia nube de chorro, se da cuenta de que su estabilidad es difícil de controlar. La nube de chorro está destinada a implementar su propia voluntad en la nube, y actuará en cada uno de sus movimientos conscientes. La nube de chorro personal de Kongo es bastante pequeña y de color amarillento. Una vez que pueda recitar los 1.000 sutras al menos una vez, tendrá libre albedrío para usar su nube de chorro como desee.Dragon Ball . Refang parece tener uno azul.
Columna vertebral del rey dragón
Esta es un arma famosa utilizada por el Príncipe Nata, un funcionario importante en los Cielos Celestiales. Según cuenta la historia, cuando Nata era un niño, se batió en duelo contra el Gran Rey Dragón y le arrancó la columna cuando lo derrotó. La columna vertebral del Rey Dragón se muestra físicamente por primera vez en el episodio 5 cuando Nata la había blandido contra Kongo. Kongo le tenía bastante miedo a esta arma y había sido aplastado fácilmente por ella durante muchos momentos. Sin embargo, al final, Kongo logra escapar de esta temible arma soplando uno de sus cabellos y haciendo que uno de sus clones sienta el golpe. La táctica general de Nata con esta arma es envolver la médula espinal alrededor de sus enemigos y luego apretarlos hasta una muerte inevitable.
Alfombra de Nata
Esta es una pequeña alfombra como una nube que ocasionalmente es montada por el propio Príncipe Nata. La alfombra es de apariencia roja y tiene dos chorros en la espalda. Como se ve en el anime, parece que esta alfombra es una de las nubes más rápidas, como cuando Nata pudo alcanzar fácilmente a Kongo durante su segundo encuentro. Sin embargo, cuando se usa, parece emitir un sonido parecido a un chorro, que puede mostrar que el usuario tiene una voluntad consciente superior. Este objeto similar a una alfombra no se ve mucho más adelante en la serie, lo que se debe a que a Nata no se le ordena ir a ningún lugar específico después de su segundo duelo con Kongo.
Pergamino de 1000 sutras
Este es un rollo sagrado transmitido de generación en generación. No se sabe cuántos de estos pergaminos están presentes en la existencia, pero parece que el maestro de Kongo está en posesión de este objeto sagrado. Como se ve al final del episodio 2, este pergamino legendario se usa como puerta de entrada para despertar el arte de la nube de chorro a un estado consciente. Para protección externa, "El Maestro" hace que el pergamino sea extremadamente pequeño con sus artes, y luego lo esconde detrás de su oreja derecha. Este pergamino es luego impulsivamente roto por Kongo después de que el maestro había intentado recuperarlo.
Manipulación de armas
Una técnica utilizada generalmente por funcionarios de alto rango de los Cielos Celestiales. Esta técnica de manipulación de armas es mostrada por primera vez por el Príncipe Nata cuando había transformado continuamente su arma para derrotar a Kongo. Más adelante en la serie, Refang elabora esta habilidad en gran medida cambiando su espada en varias armas, como un hacha. Esta habilidad principalmente permite al usuario convertir su arma sagrada en cualquier tipo de arma que desee. El propio Kongo más tarde alcanza esta habilidad cuando obtiene su Garrote As-You-Will.
Barcos celestiales
Un gran barco que suele constar como en grupo, formando una flota completa. Estas naves celestiales tienen grandes cabezas de dragón doradas en la parte superior del área frontal, mientras que los orificios de los cañones se colocan a cada lado de la nave. Estos barcos tienen la capacidad infinita de vuelo, en la que 3 remos en cada lado giran simultáneamente para hacer que el barco se vea más o menos más fresco. En el barco, hay una torre extendida como región donde el comandante tiene una vista completa del terreno extendido frente a él mientras flota en el cielo. Estos barcos parecen tener una gran capacidad de maniobra, en la que pueden girar 180 grados en tan solo 3-4 segundos.
Varilla de poder ( Ruyi Jingu Bang )
Reconocido como el arma principal del Kongo. Esta barra de poder fue obtenida por primera vez por Kongo durante el episodio 9, en el que Kongo la arrancó físicamente del horno de Lao Tzu y destruyó completamente todo su horno con facilidad debido a su nueva arma. Después de esto, la barra de poder se usa con gran habilidad, que derrota a los 4 Generales Celestiales del Este, Oeste, Norte y Sur. El propio Refang incluso cayó de rodillas ante esta increíble arma. Parece que se decía que el Power Rod era el "arma más fuerte del universo".
Horno de Lao Tse
Un área de horno muy grande que está bajo la protección de muchos funcionarios del cielo. La función principal de este horno es el establecimiento de píldoras celestiales que otorgan inmortalidad a su consumidor. Día y noche, los funcionarios trabajarán al máximo para la producción de este material. El propio Lao Tse asume el papel central en el gobierno de este proceso. El "arma más poderosa del universo" - el Power Rod también está contenido dentro de un área pequeña que produce grandes cantidades de calor como para matar a cualquier persona que intente obtener esta súper arma.
Diadema con bandas doradas
Una diadema legendaria puramente hecha de oro que se había utilizado desde la antigüedad para controlar eficazmente las acciones de cualquier individuo. Durante la serie de anime, Lady Blossom le había dado este artículo al sacerdote Tang, Sanzoh, para controlar Kongo. En apariencia, esta es una diadema dorada circular ordinaria, solo la sección de cuatro cabezas está cortada y se extiende de derecha a izquierda. Después del episodio 12, esta diadema dorada estaría encima de la frente de Kongo hasta el final de su viaje.

## Ubicaciones
- Montaña de flores :
- Celestial Heavens : un área muy grande y un área bastante importante dentro de la serie general de anime Monkey Magic. Esta área está dirigida por el renombrado Emperador de Jade y sus funcionarios de alto rango como Dupac, Refang, Fujin y Nata. Kongo llega personalmente a esta área alrededor del episodio 7 en el que más tarde fue nombrado Protector de los Caballos. Como se ve a través de los oficiales de alto rango en los Cielos Celestiales, cada oficial parece tener la capacidad de poder manipular un objeto en cualquier tipo de arma que deseen. Sin embargo, parece que esta habilidad solo la poseen los generales del Cielo que parecen tener un tesoro legendario como arma. En general, esta área es una de las más grandes y se destaca como una zona mucho más agradable para vivir que la de la tierra.
- El inframundo : un área bastante monótona en toda la serie Monkey Magic. El gobernante del inframundo está destinado a ser Dearth Voyd, el supuesto villano principal del anime. Debido a este hecho, parece que el Rey Yama junto con los 9 reyes externos fueron eliminados, como se deriva de la novela Viaje al Oeste. Los demonios aleatorios parecían estar agrupados en esta área, en la que una gran mansión como un área es el único objeto verdadero visto dentro de este inframundo. En general, parece que todos los demonios deben provenir de esta área que debe clasificarse como "malvada", lo que contradice el hecho de que muchos demonios al azar habían sido del cielo, como cierto animal que cambió de cuerpo al venir. a la tierra.

## Créditos

### Cast (Japón)
- Gokuu: Shoutarou Morikubo
- Sanzo: Megumi Tano
- Motoboss: Hisao Egawa
- Motte: Satsuki Yukino
- Akakesu: Yuji Ueda
- Jiji: Katsuhisa Hōki
- Príncipe Naada: Fujiko Takimoto
- Jirou Shinkun: Tōru Furusawa
- Emperador de Jade: Tomohisa Asō
- Taihakku: Chafurin
- Bukyoku: Kōji Ishii
- Senrigan: Konami Yoshida
- Junpuuji: Masaya Onosaka
- Lao-Tzu: Keiichi Sonobe
- Reina Madre de Occidente: Rin Mizuhara
- Urabuddha: Fumihiko Tachiki
- Batty: Wataru Takagi
- Maestro Subodye: Kōichi Kitamura
- Kudai: Kentarō Itō
- Kidai: Hiroyuki Yoshino
- Kadai: Shigenori Sōya
- Bosatsu: Ai Satō
- El Buda: Hikaru Hanada
- Manriki Daiou: Hideyuki Umezu
- Ronrei: Yuko Sasamoto

### Personal (serie)
- Director de serie: Tameo Kohanawa
- Director CG: Hiroshi Arima
- Diseño de personaje original: Susumu Matsushita
- Diseño de personajes: Masahiko Ohta
- Música: Alex Wilkinson epi 2-13, Shun Suzuki
- Guion: Larry Parr, Soji Yoshikawa
- Edición: Kouichi Katagiri
- Productor CG: Hiroshi Arima
- Productor: Takashi Sakurai
- Producción: 1998 S. Matsushita Co. * BF / Monkey Magic Productions

### Cast (Estados Unidos)
- Kongo / Sarge: Sam Vincent
- Fanya / Flor: Kathleen Barr
- Sanzoh / Redchimp: Richard Ian Cox
- Wowser / Sonicmate / Fujin / Lao Tzu: Terry Klassen
- Príncipe Nata: Andrew Francis
- Refang / Milesight / voces adicionales: Scott McNeil
- Runlay: Rochelle Greenwood
- Batty: Michael Dobson

Aperturas

1. "Holy Mission" de Rafael (Episodios: 1-13)

Finales

1. "F" de Angelique (Episodios: 1-13)

Estados Unidos (Monkey Magic TV)
Aperturas

(1-13) "Monkey Magic" de Thomas Marolda
Finales

(1-13) "Kiotoshi" del CD "Gaia-Onbashira" de Kitaro